# Kent Smith
Kent Smith (Nueva York, 19 de marzo de 1907-Woodland Hills, California, 23 de abril de 1985) fue un actor estadounidense con una amplia trayectoria artística en cine, teatro y televisión.

## Biografía

### Carrera
Smith debutó en 1932 en Broadway, con la obra dramática Men Must Fight. Tras pasar unos años actuando en diversas representaciones se trasladó a Hollywood, donde obtuvo su primer papel en la película The Garden Murder Case (1936), basada en la novela homónima de S.S. Van Dine. Comenzó en el mundo del cine interpretando papeles en filmes de serie B, generalmente encarnando a personajes duros y honestos.  
Su primer éxito en la gran pantalla le llegaría interpretando al arquitecto Oliver Reed en el film de terror Cat People (1942), dirigido por Jacques Tourneur, donde compartiría cartel con la actriz francesa Simone Simon. Al año siguiente confirma su buen momento en títulos como Hitler's Children (1943), de Edward Dmytryk, y This Land Is Mine (1943), de Jean Renoir, ambas con un fuerte trasfondo antinazi. 

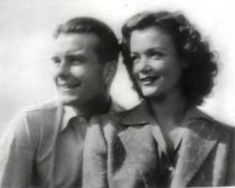
Kent Smith y Simone Simon en Curse of the Cat People (1944).

En 1944 vuelve a interpretar a Oliver Reed en The Curse of the Cat People (1944), una secuela de Cat People dirigida por Robert Wise. Al año siguiente interviene en el thriller psicológico The Spiral Staircase (1945), de Robert Siodmak, donde da vida al Dr. Parry. En la segunda mitad de los años 40, Smith coprotagoniza destacados filmes, como el melodrama The Fountainhead (1949), junto a Gary Cooper y Patricia Neal; My Foolish Heart (1949), con Susan Hayward y Dana Andrews; y The Damned Don't Cry! (1950), con Joan Crawford. A partir de los años 50 trabaja principalmente en producciones televisivas, regresando ocasionalmente a la gran pantalla en papeles secundarios, como en el melodrama Sayonara de Logan Joshua (1957), protagonizado por Marlon Brando, el film de aventuras Arizona, prisión federal (1958) de Delmer Daves –adaptación del western policíaco La jungla de asfalto (1950)–, y la cinta The Mugger (1958) de Nicholas Ray. Su última aparición tuvo lugar en la película Billy Jack Goes to Washington (1977).
Entre sus apariciones televisivas más recordadas se encuentra la serie Caravana (1957-1960), Perry Mason (1961-1963), Gunsmoke (1963-1964), Rawhide (1959-1964) y, especialmente, Peyton Place, donde encarna el papel del Dr. Robert Morton en 44 episodios entre 1964 y 1966. Asimismo es reseñable la serie de ciencia ficción The Invaders, donde interviene en 13 episodios entre 1967 y 1968. 
En Broadway, Kent Smith alcanzó el éxito con obras como Dodsworth (1934), Saint Joan (1936), Antony and Cleopatra (1948) o Bus Stop (1956).

### Vida privada
Smith estuvo casado con la actriz Betty Gillette desde 1937 hasta 1954, y posteriormente con Edith Atwater desde 1962 hasta su muerte, sobrevenida a causa de un fallo cardíaco en Woodland Hills (California), a la edad de 78 años.

## Filmografía
- 1936 – The Garden Murder Case – Woode Swift
- 1939 – Back Door to Heaven – John Shelley (adulto)
- 1942 – Cat People – Oliver 'Ollie' Reed
- 1943 – Three Cadets – Capitán A. Edwards
- 1943 – Hitler's Children – Prof. 'Nicky' Nichols (narrador)
- 1943 – Forever and a Day – Gates Trimble Pomfret
- 1943 – This Land Is Mine – Paul Martin
- 1943 – Three Russian Girls – John Hill
- 1944 – The Curse of the Cat People – Oliver 'Ollie' Reed
- 1944 – Resisting Enemy Interrogation – Capitán Reining
- 1944 – Youth Runs Wild – Danny Coates
- 1946 – The Spiral Staircase – Dr. Parry
- 1947 – Nora Prentiss – Dr. Richard Talbot
- 1947 – Magic Town – Hoopendecker
- 1947 – The Voice of the Turtle – Kenneth Bartlett
- 1949 – The Fountainhead – Peter Keating
- 1949 – My Foolish Heart – Lewis H. Wengler
- 1950 – The Damned Don't Cry – Martin Blackford
- 1950 – This Side of the Law – David Cummins
- 1952 – Paula – John Rogers
- 1953 – The Philip Morris Playhouse (serie de TV) – Presentador (1953-1954)
- 1954 – Richard II (TV)
- 1956 – Comanche – Quanah Parker
- 1957 – Sayonara – Teniente Gen. Mark Webster
- 1958 – Imitation General – General de brigada Charles Lane
- 1958 – The Badlanders – Cyril Lounsberry
- 1958 – Party Girl – Jeffrey Stewart
- 1958 – The Mugger – Dr. Pete Graham
- 1959 – This Earth Is Mine – Francis Fairon
- 1960 – Strangers When We Meet – Stanley Baxter
- 1961 – Susan Slade – Dr. Fane
- 1962 – Moon Pilot – Secretario de las Fuerzas Aéreas
- 1963 – The Balcony – General
- 1964 – A Distant Trumpet – Secretario de Guerra
- 1964 – Youngblood Hawke – Paul Winter Sr.
- 1964 – The Young Lovers – Doctor Shoemaker
- 1964 – Peyton Place (serie de TV) – Dr. Robert Morton (1964-1965)
- 1966 – The Trouble with Angels – Tío George Clancy
- 1967 – A Covenant with Death – Parmalee
- 1967 – Games – Harry Gordon
- 1967 - The Invaders - 2x14 The Believers. 2x15 The Ransom. 2x16 Task Force.
- 1968 - The Invaders - 2x17 The Possessed. 2x18 Counter-Attack. 2x19 The Pit. 2x20 The Organization. 2x21 The Peacemaker. 2x22 The Vise. 2x24 The Life Seekees. 2x25 The Pursued. 2x26 Inquisition.
- 1968 – Kona Coast – Akamai
- 1968 – Assignment to Kill – Mr. Eversley
- 1968 – The Money Jungle – Paul Kimmel
- 1969 – Death of a Gunfighter – Andrew Oxley
- 1970 – The Games – Kaverley
- 1970 – How Awful About Allan (TV) – Raymond
- 1971 – The Last Child (TV) – Gus Iverson
- 1972 – Die Sister, Die! – Dr. Thorne
- 1972 – Another Part of the Forest (TV) – Simon Isham
- 1972 – The Night Stalker (TV) – Fiscal Tom Paine
- 1972 – Proben (TV) – Dr. Laurent
- 1972 – The Crooked Hearts (TV) – James Simpson
- 1972 – The Judge and Jake Wyler (TV) – Robert Dodd
- 1972 – Risas y lágrimas (Pete 'n' Tillie) – Padre Keating
- 1972 – The Snoop Sisters (TV) – Warren Packer
- 1973 – Lost Horizon – Bill Fergunson
- 1973 – Maurie – Dr. Walker
- 1973 – The Affair (TV) – Mr. Patterson
- 1973 – The Cat Creature (TV) – Frank Lucas
- 1974 – Murder or Mercy (TV) – Juez
- 1974 – The Disappearance of Flight 412 (TV) – General Enright
- 1976 – Once an Eagle (TV) – Gen. Jacklyn
- 1977 – Billy Jack Goes to Washington